# Valeriana bracteosa
Valeriana bracteosa är en kaprifolväxtart som beskrevs av Rodolfo Amando Philippi. Valeriana bracteosa ingår i släktet vänderötter, och familjen kaprifolväxter. Inga underarter finns listade i Catalogue of Life.